# Пестериха
Пестериха — упразднённая деревня в Бабушкинском районе Вологодской области. Входила в Подболотное сельское поселение, с точки зрения административно-территориального деления — в Подболотный сельсовет.

## География
Расстояние по автодороге до районного центра села имени Бабушкина — 115 км, до центра муниципального образования Кокшарки — 7 км. Ближайшие населённые пункты — Исаково, Николаево, Муравьево.

## История
Упразднена в 2020 году.

## Население
| 2010 |
| ---- |
| 0    |

По данным переписи в 2002 году постоянного населения не было.